# Championnat de La Réunion de football 2000
Navigation
Édition précédente Édition suivante
Le Championnat de La Réunion de football 2000 était la 50e édition de la compétition qui fut remportée par l'AS Marsouins.

## Classement
| Rang | Équipe                       | Pts | J  | G  | N  | P  | Bp | Bc | Diff |
| ---- | ---------------------------- | --- | -- | -- | -- | -- | -- | -- | ---- |
| 1    | AS Marsouins                 | 77  | 26 | 15 | 6  | 5  | 54 | 28 | +26  |
| 2    | US Stade Tamponnaise (T) (C) | 75  | 26 | 15 | 4  | 7  | 60 | 22 | +38  |
| 3    | SS Excelsior                 | 71  | 26 | 12 | 9  | 5  | 36 | 27 | +9   |
| 4    | SS Sainte-Rosienne           | 69  | 26 | 13 | 4  | 9  | 38 | 39 | -1   |
| 5    | SS Saint-Louisienne          | 67  | 26 | 11 | 8  | 7  | 28 | 21 | +7   |
| 6    | AS Chaudron                  | 63  | 26 | 9  | 10 | 7  | 31 | 26 | +5   |
| 7    | SS Capricorne (P)            | 60  | 26 | 9  | 7  | 10 | 41 | 43 | -2   |
| 8    | US Saint-André Léopards      | 60  | 26 | 8  | 10 | 8  | 29 | 35 | -6   |
| 9    | SS Dynamo (P)                | 59  | 26 | 9  | 6  | 11 | 37 | 48 | -11  |
| 10   | US Possession                | 56  | 26 | 8  | 6  | 12 | 37 | 41 | -4   |
| 11   | SS Jeanne d'Arc              | 55  | 26 | 7  | 8  | 11 | 29 | 38 | -9   |
| 12   | JS Saint-Pierroise           | 54  | 26 | 6  | 10 | 10 | 26 | 33 | -7   |
| 13   | Saint-Pauloise FC            | 52  | 26 | 6  | 8  | 12 | 33 | 48 | -15  |
| 14   | US Cambuston                 | 41  | 26 | 3  | 6  | 17 | 22 | 52 | -30  |

|  | Champion de La Réunion et qualification pour la Ligue des Champions de la CAF 2001 |
|  | Relégation en 2e division                                                          |